# 格林纳达议会
格林纳达议会（英語：Parliament of Grenada）是格林纳达的国家立法机关。格林纳达议会实行两院制，由代表格林纳达君主的总督、参议院和众议院组成。每届议会任期最多5年。议会的主要职能是立法、财政和批评，法案先由众议院審議，通過後再由参议院審議。總督祇御准兩院皆通过的法案。
眾議院享有較多權力，由議長和15席議員組成。每席由簡單多數票選出，14個選區在本島，餘下選區為屬地卡里亞庫和小馬提尼克。
較少權力的參議院成員由總督委任。7席為总理推薦的黨友、3席為總理推薦的社會賢達，通常來自從一些重要組織或界別；另外3席由反對黨領袖推薦，故一共有13席。